# Plessy contro Ferguson
Plessy contro Ferguson è una sentenza della Corte suprema degli Stati Uniti del 1896, rilevante nella giurisprudenza statunitense in quanto sancisce la legittimità della segregazione razziale, avvalorando la dottrina del separati ma uguali (separate but equal). Nel 1954 la Corte muterà il proprio orientamento in materia con la sentenza Brown contro l'ufficio scolastico di Topeka, dichiarando incostituzionale la segregazione razziale.

## Antefatti
Dopo la fine della guerra civile americana nel 1865, nel periodo della Ricostruzione, il governo federale fu in grado di fornire una certa protezione dei diritti civili degli schiavi appena liberati. Ma la Ricostruzione ebbe improvvisamente termine con il Compromesso del 1877 e le truppe federali furono ritirate dal Sud, lasciandolo alla cosiddetta Home Rule che presto portò al sistema Jim Crow, il quale impediva ai neri di utilizzare le stesse strutture pubbliche (mezzi di trasporto, scuole, chiese) dei bianchi.
La Corte Suprema aveva stabilito, nel 1883, che il XIV emendamento della Costituzione era applicabile solo su azioni del governo, e non su quelle di privati cittadini; perciò esso non proteggeva le persone da individui o entità private che violassero i loro diritti civili.

## Il caso
Il 7 giugno 1892 Homer Plessy si imbarcò su un treno della compagnia ferroviaria East Louisiana Railroad e si sedette in una carrozza destinata ai soli bianchi. Sebbene fosse nell'aspetto di razza bianca caucasica, Plessy era un cosiddetto octoroon, cioè aveva uno degli otto bisnonni di colore, e per questo gli fu chiesto di sedersi nella carrozza per le persone di colore. Al suo rifiuto, fu arrestato e incarcerato.
Durante il dibattimento, Plessy dichiarò che la East Louisiana Railroad gli aveva negato i suoi diritti costituzionali sanciti dal XIII e dal XIV emendamento; tuttavia, il giudice assegnato al caso, John Howard Ferguson, stabilì che la Louisiana aveva il diritto di emanare i regolamenti per le compagnie ferroviarie finché queste operavano entro i confini statali.
Plessy si rivolse dunque alla Corte suprema della Louisiana, che confermò le parole del giudice Ferguson. Plessy si appellò infine alla Corte suprema degli Stati Uniti nel 1896.

### Decisione
Con sette voti favorevoli e uno contrario, la Corte respinse le accuse di Homer Plessy basate sul XIV emendamento, affermando di non riconoscere violazioni da parte dello Stato della Louisiana. Inoltre, la maggioranza della Corte respinse la visione per cui le leggi della Louisiana comportavano una inferiorità dei neri, in violazione con il XIV emendamento.

## Superamento
A partire dagli anni '50, la Corte iniziò a mutare il suo precedente orientamento per quanto riguardava la segregazione razziale: la sentenza Brown contro l'ufficio scolastico di Topeka del 1954 dichiarò incostituzionale la segregazione razziale nelle scuole pubbliche. La successiva sentenza del 1969 Heart of Atlanta Motel, Inc. contro gli Stati Uniti confermò la legittimità costituzionale del Civil Rights Act del 1964, nella parte in cui proibiva ogni discriminazione razziale e religiosa nei servizi pubblici. La sentenza Bob Jones University contro gli Stati Uniti del 1984 dichiarò incostituzionale ogni forma di discriminazione razziale nelle università private, superando definitivamente la sentenza Plessy contro Ferguson.